# 東洋電子工業 (京田辺市)
東洋電子工業は研究開発型の独立ベンダーで、計測・制御・通信の分野を専門職とし、特に気象に関連する分野を軸としたハード、ソフト両面の独自技術を特色としている。1980年設立。

## 概要
世界気象機関（WMO）が運営する国際気象情報交換ネットワークや人工衛星地上処理システムなどをはじめ、TV放送番組送出システム、鉄道の旅客案内情報システムなど、比較的ニッチな分野で内外の国家機関を含む一流顧客層に技術提供をし、安定的な業績を維持している。